# Madison Bailey
Madison Lily Bailey, född 29 januari 1999 i Kernersville i Forsyth County, North Carolina, är en amerikansk skådespelare och modell.
Sedan 2020 spelar hon en av huvudrollerna, Kiara "Kie" Carrera, i TV-serien Outer Banks. Hon har även bland annat medverkat i filmerna Supercool från 2021,  Discarded Things från 2020 och Bottle Girl från 2018 samt i TV-serierna Black Lightning under två säsonger 2018–2019 och American Horror Stories från 2021.

## Filmografi (i urval)
- 2018 – Bottle Girl
- 2018–2019 – Black Lightning (TV-serie)
- 2020 – Discarded Things
- 2020–2023 – Outer Banks (TV-serie)
- 2021 – Supercool